# Marie-Lise Chanin
Marie-Lise Chanin (Marie-Lise, Paule, Andrée Lory) née le 26 septembre 1934 à Angers est une scientifique française, géophysicienne, aéronomiste, directrice de recherche émérite au CNRS, auteure de travaux sur la physique de la haute et moyenne atmosphère.

## Biographie

### Formation et activités
Marie-Lise Lory envisage des études aux Beaux-Arts mais fait des  études scientifiques : licence de mathématiques, puis études de physique (optique quantique). Elle prépare sa thèse sous la direction de Jacques Blamont. Elle entre sur les conseils d'Alfred Kastler et de Jean Brossel dans un laboratoire en création à l'École normale supérieure, le service d'aéronomie. Elle se marie et a un fils.
Elle obtient sa licence de sciences en 1957, et son doctorat ès sciences en 1965. En 1959, elle entre en qualité de stagiaire de recherche au CNRS, où elle réalise l'ensemble de sa carrière professionnelle jusqu'à sa retraite académique en 2000, devenant directrice de recherche en 1986.
Elle est élue membre correspondant de l'Académie des sciences le 26 mars 1990, dans la section Sciences de l'univers. Elle assume tout au long de sa carrière de nombreuses responsabilités :  membre du Conseil supérieur de la météorologie, membre du comité de l'environnement de l'Académie des sciences (depuis 2005), représentante de la France à l'ICSU (Conseil international des unions scientifiques), membre du conseil Scientifique du Centre des Hydrocarbures non conventionnels, présidente du Comité national français de géodésie et de géophysique (1986-1990), notamment.
Elle est également membre de l'Académie des technologies, de l'Académie de l'air et de l'espace et de l'Academia Europaea.

## Distinctions

### Décorations
- Grande officière de la Légion d'honneur. Elle est faite chevalier le 26 septembre 1996, puis elle est promue officière le 31 décembre 2005[5], commandeure le 29 mars 2013[6], avant d'être élevée à la dignité de grande officière le 30 décembre 2017[7].
- Grande officière de l'ordre national du Mérite. Elle est élevée à la dignité de grand officier le 30 décembre 2017[8]. Elle était commandeure depuis le 28 novembre 2000.

### Prix
Ses recherches ont été couronnées par de nombreux prix : 
- prix Intercosmos de l'Académie des sciences de l'URSS (1974) ;
- médaille d'argent du CNRS (1983) ;
- prix Deslandres de l'Académie des sciences (1988) ;
- prix Science et Défense (1991) ;
- prix des Laboratoires de l'Académie des sciences (1996) ;
- médaille de vermeil de l'Académie nationale de l'air et de l'espace (1999) ;
- prix de l'Académie Internationale d'Astronautique (2006) ;
- NASA Group Achievement Award to UARS Team (2006).

## Travaux

### Thèmes de recherche
Marie-Lise Chanin a consacré ses recherches à la physique de la haute et moyenne atmosphère, ce qui l’a conduit à s’intéresser à la destruction de l’ozone dans la stratosphère et aux changements climatiques. 
Elle a d’abord étudié la haute atmosphère : sa thèse (dirigée par Jacques Blamont) est consacrée à la mesure de la température de la haute atmosphère. Elle a utilisé la résonance optique d’atomes alcalins émis dans l’atmosphère par fusées et ses mesures ont permis  mettre en évidence l’influence de l’activité solaire et des précipitations de particules.
Ensuite elle a développé des méthodes de sondage de l'atmosphère par laser ou lidar.  Le lidar est un faisceau laser pulsé  émis vers le ciel, il est ensuite diffusé par les molécules d’air et les particules qui sont présentes sur son trajet optique. Le signal réfléchi  donne accès  à un profil allant de 10 à 100 km, à la concentration en gaz et à la vitesse du vent (Lidar de Rayleigh).
Elle est la cheville ouvrière de la collaboration franco-américaine dans l'étude de l'atmosphère terrestre  depuis l'espace ( mission Calipso).  Ce travail de pionnier se poursuit en 2018 par le projet Aeolus de l'ESA.
Elle a mis en évidence le refroidissement de la stratosphère sous l’influence des gaz à effet de serre.
Elle a précisé le rôle de la stratosphère sur le climat et influence de la flotte aérienne sur l’environnement.

### Publications
Elle a publié environ 200 articles dans des revues à comité de lecture et a contribué à de nombreux rapports.
Parmi les publications en français :
- L’école de l’espace, le service d'aéronomie, 1958-2008, Histoire et Science (coauteur Roald Sagdeev), 2008 CNRS éditions 528 p.
- Interactions Chimie Atmosphérique Climat, dans Ensemble face aux changements climatiques, Odile Jacob, 2007
- Impact de la flotte aérienne sur l’environnement et le climat, rapport No 40 de l’Académie des Sciences, Décembre 1997
- Le méthane : d’où vient-il et quel son impact sur le climat ? Rapport de l’Académie des technologies, 2014 (avec André J.-C., Boucher O., Bousquet P., et autres)
- L’évolution de l’ozone atmosphérique. Rapport de l’académie des sciences. Lavoisier Paris 2015.